# Dorzano
Dorzano är en ort och kommun i provinsen Biella i regionen Piemonte i Italien. Kommunen hade 531 invånare (2018).